# Mepachymerus maculicoxa
Mepachymerus maculicoxa är en tvåvingeart som beskrevs av Kanmiya 1977. Mepachymerus maculicoxa ingår i släktet Mepachymerus och familjen fritflugor.
Artens utbredningsområde är Taiwan. Inga underarter finns listade i Catalogue of Life.